# WTA Tokio (Kōtō)
Das WTA Tokio (Kōtō) (offiziell: Japan Women’s Open Tennis) war ein Damen-Tennisturnier der WTA Tour, das im Tokioter Stadtbezirk Kōtō ausgetragen wurde. Das Turnier fand erstmals von 1973 bis 1976 und erneut von 1979 bis 2008 statt. 2015 kehrte es wieder nach Tokio zurück, nachdem es zwischen 2009 und 2014 in Osaka stattgefunden hatte. Ausgetragen wurde das Turnier im Ariake Tennis no Mori Kōen, 2017 vorläufig zum letzten Mal. 2018 wird stattdessen in Hiroshima gespielt.
Ein ebenfalls in Tokio ausgetragenes WTA-Turnier ist das WTA Tokio (Kategorie Premier 5).

## Siegerliste

### Einzel
| Jahr                                                               | Siegerin             | Finalgegnerin       | Ergebnis          |
| ------------------------------------------------------------------ | -------------------- | ------------------- | ----------------- |
| 1973                                                               | Evonne Goolagong     | Helga Masthoff      | 6:3, 6:4          |
| 1974                                                               | Maria Bueno          | Katja Ebbinghaus    | 3:6, 6:4, 6:3     |
| 1975                                                               | Kazuko Sawamatsu     | Ann Kiyomura        | 6:2, 3:6, 6:1     |
| 1976                                                               | Wendy Turnbull       | Michele Gurdal      | 6:1, 6:1          |
| 1977–1978 fand kein Turnier statt!                                 |                      |                     |                   |
| 1979                                                               | Betsy Nagelsen       | Naoko Satō          | 6:1, 3:6, 6:3     |
| 1980                                                               | Mariana Simionescu   | Nerida Gregory      | 6:4, 6:4          |
| 1981                                                               | Marie Pinterova      | Pam Casale          | 2:6, 6:4, 6:1     |
| 1982                                                               | Laura Arraya         | Pilar Vásquez       | 3:6, 6:4, 6:0     |
| 1983                                                               | Etsuko Inoue         | Shelley Solomon     | 6:2, 5:7, 6:1     |
| 1984                                                               | Lilian Drescher      | Shawn Foltz         | 6:4, 6:2          |
| 1985                                                               | Gabriela Sabatini    | Linda Gates         | 6:3, 6:4          |
| 1986                                                               | Helen Kelesi         | Bettina Fulco       | 6:2, 6:2          |
| 1987                                                               | Katerina Maleewa     | Barbara Gerken      | 6:2, 6:3          |
| ↓ Kategorie: Tier V ↓                                              |                      |                     |                   |
| 1988                                                               | Patty Fendick        | Stephanie Rehe      | 6:3, 7:5          |
| 1989                                                               | Kumiko Okamoto       | Elizabeth Smylie    | 6:4, 6:2          |
| ↓ Kategorie: Tier IV ↓                                             |                      |                     |                   |
| 1990                                                               | Catarina Lindqvist   | Elizabeth Smylie    | 6:3, 6:2          |
| 1991                                                               | Lori McNeil          | Sabine Appelmans    | 2:6, 6:2, 6:1     |
| 1992                                                               | Kimiko Date          | Sabine Appelmans    | 7:5, 3:6, 6:3     |
| ↓ Kategorie: Tier III ↓                                            |                      |                     |                   |
| 1993                                                               | Kimiko Date          | Stephanie Rottier   | 6:1, 6:3          |
| 1994                                                               | Kimiko Date          | Amy Frazier         | 7:5, 6:0          |
| 1995                                                               | Amy Frazier          | Kimiko Date         | 7:6, 7:5          |
| 1996                                                               | Kimiko Date          | Amy Frazier         | 7:5, 6:4          |
| 1997                                                               | Ai Sugiyama          | Amy Frazier         | 4:6, 6:4, 6:4     |
| 1998                                                               | Ai Sugiyama          | Corina Morariu      | 6:3, 6:3          |
| 1999                                                               | Amy Frazier          | Ai Sugiyama         | 6:2, 6:2          |
| 2000                                                               | Julie Halard-Decugis | Amy Frazier         | 5:7, 7:5, 6:4     |
| 2001                                                               | Monica Seles         | Tamarine Tanasugarn | 6:3, 6:2          |
| 2002                                                               | Jill Craybas         | Silvija Talaja      | 2:6, 6:4, 6:4     |
| 2003                                                               | Marija Scharapowa    | Anikó Kapros        | 2:6, 6:2, 7:65    |
| 2004                                                               | Marija Scharapowa    | Mashona Washington  | 6:0, 6:1          |
| 2005                                                               | Nicole Vaidišová     | Tatiana Golovin     | 7:64, 3:2 Aufgabe |
| 2006                                                               | Marion Bartoli       | Aiko Nakamura       | 2:6, 6:2, 6:2     |
| 2007                                                               | Virginie Razzano     | Venus Williams      | 4:6, 7:67, 6:4    |
| 2008                                                               | Caroline Wozniacki   | Kaia Kanepi         | 6:2, 3:6, 6:1     |
| 2009–2014 fand das Turnier nicht in Tokio statt! (siehe WTA Ōsaka) |                      |                     |                   |
| 2015                                                               | Yanina Wickmayer     | Magda Linette       | 4:6, 6:3, 6:3     |
| 2016                                                               | Christina McHale     | Kateřina Siniaková  | 3:6, 6:4, 6:4     |
| 2017                                                               | Sarina Dijas         | Miyu Katō           | 6:2, 7:5          |

### Doppel
| Jahr                                                               | Siegerinnen                           | Finalgegnerinnen                           | Ergebnis         |
| ------------------------------------------------------------------ | ------------------------------------- | ------------------------------------------ | ---------------- |
| 1974                                                               | Ann Kiyomura Kazuko Sawamatsu         | Kimiyo Hatanaka Janet Young                | 4:6, 6:4, 6:0    |
| 1975                                                               | Ann Kiyomura Kazuko Sawamatsu         | Kayoko Fukuoka Kiyoko Nomura               | 6:2, 6:3         |
| 1976–1978 fand kein Turnier statt!                                 |                                       |                                            |                  |
| 1979                                                               | Betsy Nagelsen Penny Johnson          | Yu Liqiao Chen Chuan                       | 3:6, 6:4, 7:6    |
| 1980                                                               | Dana Gilbert Peanut Louie             | Nerida Gregory Marie Pinterova             | 7:5, 7:6         |
| 1981                                                               | Claudia Monteiro Pat Medado           | Barbara Jordan Roberta McCallum            | 6:3, 3:6, 6:2    |
| 1982                                                               | Laura duPont Barbara Jordan           | Naoko Satō Brenda Remilton                 | 6:2, 6:7, 6:1    |
| 1983                                                               | Chris O’Neil Pam Whytcross            | Helena Manset Micki Schillig               | 6:3, 7:5         |
| 1984                                                               | Betsy Nagelsen Candy Reynolds         | Emilse Longo Adriana Villagrán             | 6:3, 6:2         |
| 1985                                                               | Belinda Cordwell Julie Richardson     | Laura Gildemeister Beth Herr               | 6:4, 6:4         |
| 1986                                                               | Sandy Collins Sharon Walsh-Pete       | Susan Mascarin Betsy Nagelsen              | 6:1, 6:2         |
| 1987                                                               | Kathy Jordan Betsy Nagelsen           | Sandy Collins Sharon Walsh-Pete            | 6:3, 7:5         |
| ↓ Kategorie: Tier V ↓                                              |                                       |                                            |                  |
| 1988                                                               | Gigi Fernández Robin White            | Lea Antonoplis Barbara Gerken              | 6:1, 6:4         |
| 1989                                                               | Jill Hetherington Elizabeth Smylie    | Ann Henricksson Beth Herr                  | 6:1, 6:3         |
| ↓ Kategorie: Tier IV ↓                                             |                                       |                                            |                  |
| 1990                                                               | Kathy Jordan Elizabeth Smylie         | Hu Na Michelle Jaggard                     | 6:0, 3:6, 6:1    |
| 1991                                                               | Amy Frazier Maya Kidowaki             | Yone Kamio Akiko Kijimuta                  | 6:2, 6:4         |
| 1992                                                               | Amy Frazier Rika Hiraki               | Kimiko Date Stephanie Rehe                 | 5:7, 7:65, 6:0   |
| ↓ Kategorie: Tier III ↓                                            |                                       |                                            |                  |
| 1993                                                               | Ei Iida Maya Kidowaki                 | Li Fang Kyōko Nagatsuka                    | 6:2, 4:6, 6:4    |
| 1994                                                               | Mami Donoshiro Ai Sugiyama            | Yayuk Basuki Nana Miyagi                   | 6:4, 6:1         |
| 1995                                                               | Miho Saeki Yuka Yoshida               | Kyōko Nagatsuka Ai Sugiyama                | 6:75, 6:4, 7:65  |
| 1996                                                               | Kimiko Date Ai Sugiyama               | Amy Frazier Kimberly Po                    | 7:6, 6:7, 6:3    |
| 1997                                                               | Alexia Dechaume-Balleret Rika Hiraki  | Kerry-Anne Guse Corina Morariu             | 6:4, 6:2         |
| 1998                                                               | Naoko Kijimuta Nana Miyagi            | Amy Frazier Rika Hiraki                    | 6:3, 4:6, 6:4    |
| 1999                                                               | Corina Morariu Kimberly Po            | Catherine Barclay Kerry-Anne Guse          | 6:3, 6:2         |
| 2000                                                               | Julie Halard-Decugis Corina Morariu   | Tina Križan Katarina Srebotnik             | 6:1, 6:2         |
| 2001                                                               | Liezel Huber Rachel McQuillan         | Janet Lee Wynne Prakusya                   | 6.2, 6:0         |
| 2002                                                               | Shinobu Asagoe Nana Miyagi            | Swetlana Kusnezowa Arantxa Sánchez Vicario | 6:4, 4:6, 6:4    |
| 2003                                                               | Marija Scharapowa Tamarine Tanasugarn | Ansley Cargill Ashley Harkleroad           | 7:61, 6:0        |
| 2004                                                               | Shinobu Asagoe Katarina Srebotnik     | Jennifer Hopkins Mashona Washington        | 6:1, 6:4         |
| 2005                                                               | Gisela Dulko Marija Kirilenko         | Shinobu Asagoe María Vento-Kabchi          | 7:5, 4:6, 6:3    |
| 2006                                                               | Vania King Jelena Kostanić            | Chuang Chia-jung Chan Yung-jan             | 7:62, 5:7, 6:2   |
| 2007                                                               | Sun Tiantian Yan Zi                   | Chuang Chia-jung Vania King                | 1:6, 6:2, [10:6] |
| 2008                                                               | Jill Craybas Marina Eraković          | Ayumi Morita Aiko Nakamura                 | 4:6, 7:5, [10:6] |
| 2009–2014 fand das Turnier nicht in Tokio statt! (siehe WTA Ōsaka) |                                       |                                            |                  |
| ↓ Kategorie: International ↓                                       |                                       |                                            |                  |
| 2015                                                               | Chan Hao-ching Chan Yung-jan          | Misaki Doi Kurumi Nara                     | 6:1, 6:2         |
| 2016                                                               | Shūko Aoyama Makoto Ninomiya          | Jocelyn Rae Anna Smith                     | 6:3, 6:3         |
| 2017                                                               | Shūko Aoyama Yang Zhaoxuan            | Monique Adamczak Storm Sanders             | 6:0, 2:6, [10:5] |